# Oleśnica (Landgemeinde)
Die Gmina Oleśnica ist eine Landgemeinde im Powiat Oleśnicki, in der Woiwodschaft Niederschlesien im südwestlichen Teil Polens. Gemeindesitz ist die Kreisstadt Oleśnica (deutsch Oels).

## Geografie
Das Gemeindegebiet umschließt die Stadt Oleśnica, die Verwaltungssitz der Landgemeinde ist, ihr aber nicht angehört, sondern eine eigene Stadtgemeinde bildet.

## Gemeindegliederung

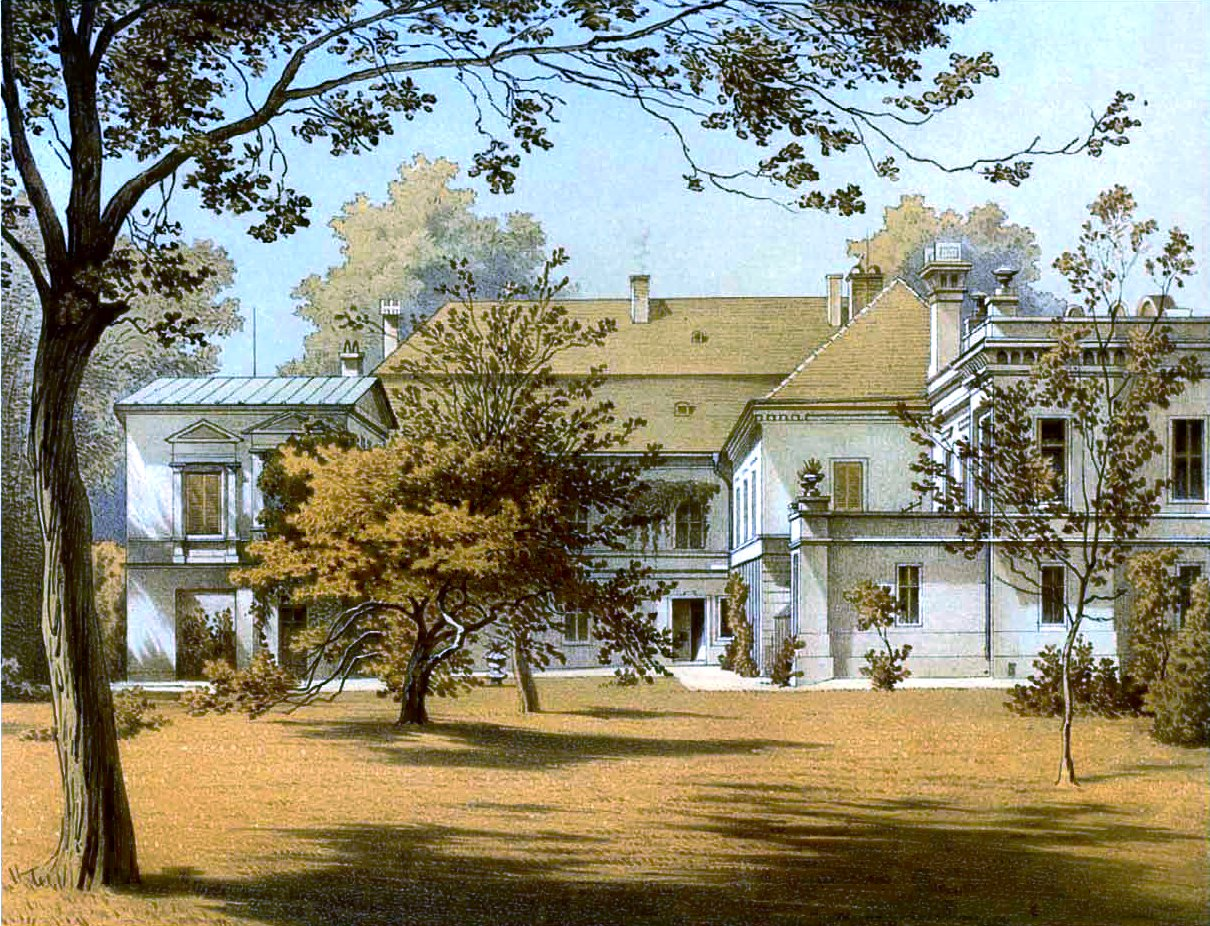
Rittergut Schwierse

Die Landgemeinde (gmina wiejska) Oleśnica gliedert sich in 29 Ortsteile mit einem Schulzenamt (solectwo):
| - Bogusławice (Buselwitz) - Boguszyce (Bogschütz) - Osiedle Boguszyce - Brzezinka (Briese) - Bystre (Ludwigsdorf) - Cieśle (Zessel) - Dąbrowa (Dammer) - Gręboszyce (Krompusch) - Jenkowice (Jenkwitz) - Krzeczyn (Kritschen) - Ligota Mała (Klein Ellguth) - Ligota Polska (Alt Ellguth) - Ligota Wielka (Groß Ellguth) - Nieciszów (Netsche) - Nowa Ligota (Neu Ellguth) | - Nowoszyce (Neuhof) - Osada Leśna (Obrath) - Ostrowina (Ostrowine; 1935–1945: Werden) - Piszkawa (Pischkawe; 1939–1947: Schreiben) - Poniatowice (Pontwitz) - Smardzów (Schmarse) - Smolna (Schmollen) - Sokołowice (Zucklau) - Spalice (Spahlitz) - Świerzna (Schwierse) - Wszechświęte (Allerheiligen) - Wyszogród (Wiesegrade) - Zarzysko (Grüttenberg) - Zimnica (Kaltvorwerk) |